# یواس‌سی‌اس بنکرفت
یواس‌سی‌اس بنکرفت (به انگلیسی: USCS Bancroft) یک کشتی است که طول آن ۶۰ فوت (۱۸ متر) می‌باشد.